# David Fincher
David Andrew Leo Fincher (Denver, 28 augustus 1962) is een Amerikaans film- en televisieregisseur en producent.

## Biografie
David Fincher werd in 1962 geboren in Denver (Colorado). Zijn vader, Howard Kelly "Jack" Fincher, was een schrijver en reporter van het tijdschrift Life. Hij stierf in april 2003 ten gevolge van kanker. Zijn moeder, Claire Mae Boettcher, was uit South Dakota afkomstig en was als psychiatrisch verpleegkundige gespecialiseerd in het behandelen van drugsverslavingen. Fincher heeft twee zussen, Emily en Erica.
Op tweejarige leeftijd verhuisde Fincher met zijn familie naar San Anselmo (Californië), een stadje in de buurt van San Francisco. Het gezin woonde er twee huizen verder dan filmmaker George Lucas. Fincher zag in zijn jeugd films als Dirty Harry (1971), The Godfather (1972) en American Graffiti (1973) in de buurt opgenomen worden. De staat Californië werd in die jaren ook geteisterd door verschillende (serie)moordenaars, waaronder de Zodiac Killer, Golden State Killer, Juan Corona en Charles Manson. Op zevenjarige leeftijd, geïnspireerd door de western Butch Cassidy and the Sundance Kid (1969), begon hij filmpjes te maken met een 8mm-camera.
Omstreeks 1976 verhuisden Fincher en zijn familie opnieuw, ditmaal naar Ashland (Oregon). Hij studeerde aan Ashland High School, waar hij toneelstukken regisseerde en sets en belichtingen ontwierp. Daarnaast werkte hij als filmoperateur in een kleine bioscoop en als productie-assistent voor de nieuwszender KOBI in Medford (Oregon).

### Huwelijk
Van 1990 tot 1995 was Fincher getrouwd met model en fotografe Donya Fiorentino. De twee kregen in 1994 een dochter, genaamd Phelix. In 1996 trouwde hij met reclameproducente Ceán Chaffin. Sindsdien is Chaffin de producente van zijn films.

## Carrière

### Beginjaren
Na zijn studies keerde Fincher terug naar Californië, waar hij een productie-assistent werd bij Korty Films, het productiebedrijf van regisseur en animator John Korty. Hij werkte zich binnen het bedrijf op tot producent van visual effects en werkte mee aan de animatiefilm Twice Upon a Time (1983). In diezelfde periode werd hij ook bij Industrial Light & Magic (ILM), een door George Lucas opgericht bedrijf dat gespecialiseerd was in visuele effecten, in dienst genomen als assistent-cameraman. Hij mocht er onder meer helpen bij het in beeld brengen van filmfragmenten die gebruik maakten van de matte painting- (dit zijn op glasplaten geschilderde achtergronden) en bluescreening-techniek. Zo werkte hij bij ILM mee aan de Star Wars-film Return of the Jedi (1983) en Indiana Jones and the Temple of Doom (1984).

### Reclame- en muziekindustrie
In 1984 verliet hij ILM en maakte hij furore met een controversiële tv-spot voor de American Cancer Society, waarin een foetus te zien was die een sigaret rookte. De spot werd opgemerkt door enkele muziekproducenten uit Los Angeles die hem vervolgens de kans gaven om videoclips en concertfilms te regisseren. Door de oprichting van muziekzender MTV in 1981 waren videoclips in korte tijd bijzonder belangrijk geworden in de muziekindustrie. In 1985 regisseerde hij onder meer de Rick Springfield-documentaire The Beat of the Live Drum.
In 1986 werd het productiebedrijf en talentenbureau Propaganda Films opgericht door producenten Steve Golin en Sigurjón Sighvatsson, met Fincher, Dominic Sena, Greg Gold en Nigel Dick als eerste regisseurs van het productiehuis. Fincher regisseerde reclamespots voor ondernemingen en merken als Levi's, Nike, Pepsi, Coca-Cola en Chanel, en de videoclip voor Jermaine Stewarts grootste hit "We Don't Have to Take Our Clothes Off" (1986).
Vanaf eind jaren 1980 begon Fincher samen te werken met bekende muziekartiesten als Michael Jackson, Madonna, Paula Abdul, Sting, Iggy Pop, George Michael en Billy Idol. Later in zijn carrière regisseerde hij ook videoclips voor Nine Inch Nails en Justin Timberlake.
In 1989 won Fincher een MTV Video Music Award voor het regisseren van de videoclip van het Madonna-nummer "Express Yourself". Een jaar later won hij opnieuw, ditmaal voor Madonna's hit "Vogue".

### Films

#### Jaren 1990
In 1991 werd Fincher door 20th Century Fox in dienst genomen om de sciencefictionfilm Alien³ (1992), het derde deel uit de Alien-franchise, te regisseren. Hij verving de even voordien ontslagen Nieuw-Zeelandse regisseur Vincent Ward. De productie leed onder budgettaire problemen, tijdsdruk, bemoeizieke producenten en een script dat om de haverklap herschreven werd. Fincher, die tijdens de opnames drie keer ontslagen werd en voortdurend ruzie had met de producenten, verklaarde later dat 'niemand de film zo hard haat als hij'. Alien³ ging in mei 1992 in première en kon de hoge verwachtingen niet inlossen. De film bracht wereldwijd zo'n 160 miljoen dollar op. In de Verenigde Staten werd de film met een opbrengst van 55 miljoen dollar als een teleurstelling beschouwd. Desondanks sleepte de film een Oscarnominatie in de wacht in de categorie voor beste visuele effecten.
Na zijn debuutfilm ging Fincher verder met het regisseren van reclamespots en videoclips. In diezelfde periode probeerde New Line Cinema het scenario Seven van Andrew Kevin Walker te verfilmen. De studio toonde eerst interesse in regisseur Jeremiah S. Chechik, maar kwam uiteindelijk uit bij Fincher, die onder de indruk was van Walkers scenario. Er waren echter twee versies van het scenario in omloop: Walkers originele versie die eindigde met een ophefmakende scène met een hoofd in een doos en een aangepaste versie zonder dat einde. Fincher had de originele versie gelezen en sloot een pact met Michael De Luca, productievoorzitter van New Line, om de originele versie te verfilmen. Producent Arnold Kopelson bleef echter aandringen om een ander en minder somber einde aan de film toe te voegen, vooral toen bleek dat de thriller niet het gewenste resultaat opleverde bij proefvoorstellingen. Fincher en hoofdrolspeler Brad Pitt weigerden echter mee te werken uit vrees dat een alternatief einde de film zou verknoeien. De politiethriller, die in 1995 onder de titel Se7en werd uitgebracht, werd een groot succes. De film kreeg overwegend positieve recensies, leverde wereldwijd 327 miljoen dollar op en sleepte voor de montage een Oscarnominatie in de wacht. Fincher won in 1996 de MTV Movie Award voor beste film.
Na Se7en besloot Fincher om The Game (1997), dat gebaseerd was op een script van de beginnende scenaristen John Brancato en Michael Ferris, te verfilmen. Hij riep de hulp in van scenaristen Andrew Kevin Walker, met wie hij aan zijn vorige film had samengewerkt, en Larry Gross om het script te herschrijven. De psychologische thriller, over een rijke man die betrokken raakt bij een mysterieus 'spel' dat zijn doorgaans goed georganiseerd leven op zijn kop zet, werd in 1996 in onder meer San Francisco opgenomen met Michael Douglas, Deborah Kara Unger en Sean Penn als hoofdrolspelers. De film ging een jaar later in première en kreeg overwegend positieve recensies, maar kon met een opbrengst van 109 miljoen dollar het financiële succes van Finchers vorige thriller niet evenaren.
Aan het einde van het decennium verfilmde hij het boek Fight Club van auteur Chuck Palahniuk. Het was na Alien³ zijn tweede productie voor 20th Century Fox en zijn tweede samenwerking met acteur Brad Pitt. De hoofdrol werd vertolkt door Edward Norton. De film, over een kantoorbediende die aan slapeloosheid lijdt en uit afkeer van een materialistische samenleving een geheime, activistische vereniging opricht waarin mannen elkaar met de blote vuisten te lijf mogen gaan, was initieel een financiële flop en werd ook door de Amerikaanse filmpers niet hoog ingeschat. Desondanks ontving Fight Club (1999) een Oscarnominatie in de categorie voor beste geluidseffecten. In de jaren na de bioscooprelease groeide Fight Club uit tot een cultfilm en wist het, onder meer door de verkoop van dvd's, alsnog een groot publiek te bereiken. Ook onder recensenten en filmcritici won Finchers film in de loop der jaren aan populariteit. In 2006 kreeg Fight Club van het tijdschrift Total Film de vierde plaats in de lijst van 100 beste films aller tijden.

#### Jaren 2000
Na de eeuwwisseling regisseerde Fincher voor Columbia Pictures de thriller Panic Room (2002), dat gebaseerd was op een script van David Koepp. De film, over een moeder en haar dochter die zich opsluiten in een sterk beveiligde kamer wanneer er in hun huis wordt ingebroken, speelde zich grotendeels op één locatie af. Met behulp van computeranimatie liet Fincher, die het project als een 'goede B-film' en 'popcornfilm' zag, de camera door het hele huis bewegen. De opnames stonden onder druk vanwege nakende stakingen van de Writers Guild of America en Screen Actors Guild. Toen hoofdrolspeelster Nicole Kidman na enkele weken gekwetst raakte, werd Fincher door de studio aangemaand om haar meteen te vervangen, waarna Jodie Foster gecast werd. Panic Room bracht wereldwijd 196 miljoen dollar op en kreeg overwegend positieve recensies.
Finchers volgende project, Zodiac (2007), was een verfilming van 
Robert Graysmiths non-fictieboek over de gelijknamige seriemoordenaar die in de jaren 1960 en '70 Noord-Californië onveilig had gemaakt. Voor Fincher, die in Noord-Californië was opgegroeid in de periode van de Zodiac Killer, was het na Se7en zijn tweede film waarin een seriemoordenaar centraal stond. De misdaadthriller, met Jake Gyllenhaal, Mark Ruffalo en Robert Downey, Jr. als hoofdrolspelers, werd grotendeels digitaal opgenomen met de Thomson Viper Filmstream-camera en gemodelleerd naar All the President's Men (1976). Beide films hebben met David Shire ook dezelfde componist. Zodiac werd geprezen door de Amerikaanse filmpers en werd samen met No Country for Old Men (2007) en There Will Be Blood (2007) beschouwd als een van de beste films van het jaar. Desondanks stelde de film met een wereldwijde kassaopbrengst van 84 miljoen dollar teleur. Zodiac sleepte ook geen enkele Oscarnominatie in de wacht.
Een jaar na Zodiac bracht Fincher The Curious Case of Benjamin Button (2008) uit, een verfilming van F. Scott Fitzgeralds gelijknamig kortverhaal over een jongen die geboren wordt als een stokoude man en wiens lichaam verjongt naarmate zijn leven vordert. Het was Finchers derde samenwerking met acteur Brad Pitt, die met behulp van motion capture en digitale animatie gestalte gaf aan het hoofdpersonage Benjamin Button. Het romantisch drama werd geprezen om zijn baanbrekende visuele effecten, bracht wereldwijd 333 miljoen dollar op en sleepte dertien Oscarnominaties in de wacht, waarvan er drie verzilverd werden. Fincher zelf ontving een eerste Oscar-, BAFTA- en Golden Globenominatie voor zijn regie.

#### Jaren 2010

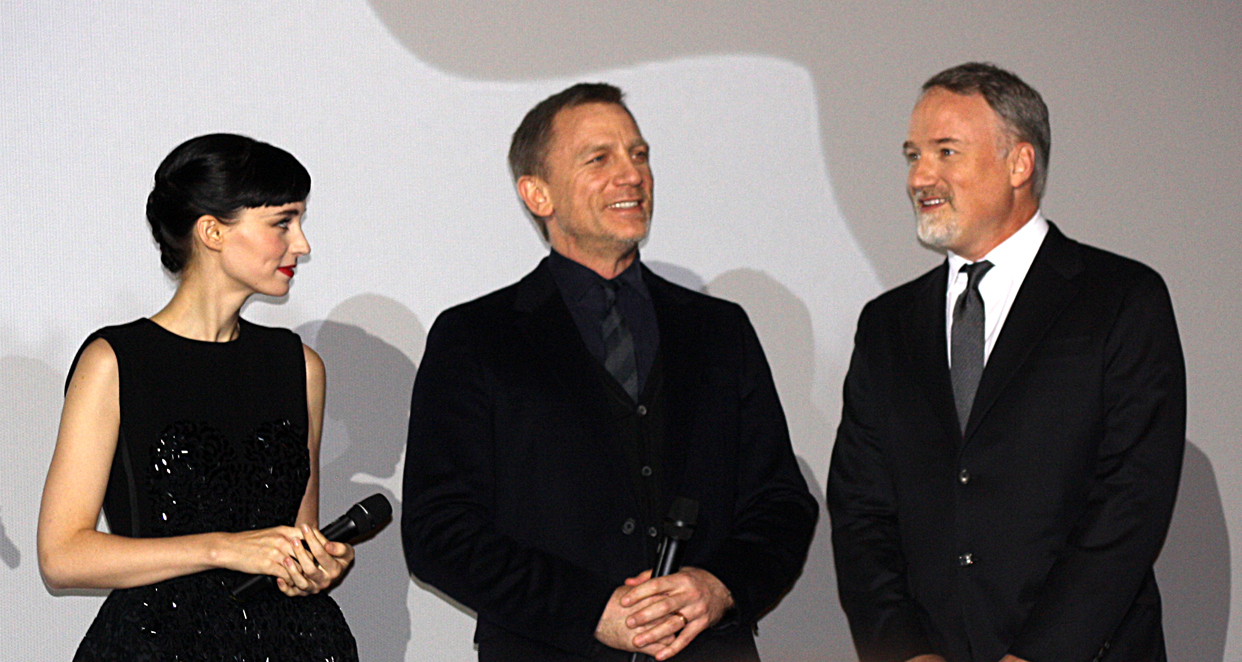
Fincher (rechts) met Rooney Mara en Daniel Craig, hoofdrolspelers van The Girl with the Dragon Tattoo (2011).

In 2010 regisseerde Fincher The Social Network, een dramafilm geschreven door Aaron Sorkin en gebaseerd op het leven van Facebook-oprichter Mark Zuckerberg en de juridische strijd achter de schermen van de sociaalnetwerksite. Voor de film werkte Fincher voor het eerst samen met componisten Trent Reznor en Atticus Ross, leden van de rockband Nine Inch Nails. De film kreeg overwegend positieve recensies, was een financieel succes en won onder meer drie Oscars. Fincher zelf won een Golden Globe en BAFTA in de categorie voor beste regie en ontving opnieuw een Oscarnominatie.
Zijn volgende film was een Amerikaanse verfilming van de Zweedse thrillerroman Mannen die vrouwen haten van auteur Stieg Larsson. De film met hoofdrolspelers Rooney Mara en Daniel Craig werd in 2011,  twee jaar na de Zweedse filmadaptatie Män som hatar kvinnor (2009), uitgebracht onder de titel The Girl with the Dragon Tattoo. Fincher kreeg van Sony Pictures een budget van 90 miljoen dollar, meer dan het dubbele van zijn vorige film, en controle over de marketing. Zo gebruikte hij voor de film de tagline "The feel bad movie of Christmas" en liet hij zeer dure metalen posters ontwikkelen die uiteindelijk ongeschikt bleken om in bioscopen op te hangen. Producent Scott Rudin omschreef de regisseur later als 'de man die weigerde om "The Girl with the Dragon Tattoo" in de reclamespots van The Girl with the Dragon Tattoo te steken'. De thriller bracht wereldwijd zo'n 232 miljoen dollar op, wat door de hoge budget- en marketingkosten als geen groot succes werd beschouwd door de studio. Plannen om een sequel van de film uit te brengen werden bijgevolg tijdelijk opgeborgen. Pas in 2017 zette de studio het licht op groen voor een sequel met een lager budget en een nieuwe cast en regisseur. Fincher bleef wel als uitvoerend producent bij het project betrokken.
Nadien werkte Fincher met schrijfster Gillian Flynn samen aan Gone Girl (2014), een verfilming van Flynns gelijknamige bestseller. De film, over een vrouw die haar eigen verdwijning in scène zet om haar echtgenoot in de problemen te brengen, was een commercieel succes en ontving overwegend positieve recensies. In de Verenigde Staten bracht Gone Girl met 167 miljoen dollar meer op dan The Curious Case of Benjamin Button, waardoor het, geen rekening houdend met inflatie, Finchers meest lucratieve film werd in eigen land. Hoofdrolspeelster Rosamund Pike ontving voor haar vertolking onder meer een BAFTA-, Golden Globe- en Oscarnominatie. Fincher zelf ontving opnieuw een Golden Globe- en BAFTA-nominatie.

#### Jaren 2020
In 2020 verfilmde Fincher met Mank een biografische film over Herman J. Mankiewicz, de scenarioschrijver van onder meer Citizen Kane (1941). Het script voor de film werd al in de jaren 1990 geschreven door Finchers vader Jack, die in 2003 overleed. Doordat aanvankelijk geen enkele studio in het project wilde investeren, sleepte het project enkele decennia aan. Het was uiteindelijk streamingdienst Netflix die Fincher de kans bood om het script van zijn vader te verfilmen. Mank werd bekroond met twee Oscars. Fincher zelf ontving zowel een Oscar- als Golden Globe-nominatie.

### Televisie
In 2013 ontwikkelde Fincher samen met scenarioschrijver Beau Willimon de Netflix-serie House of Cards, een Amerikaanse remake van de gelijknamige Britse miniserie uit de jaren 1990. Fincher regisseerde de eerste twee afleveringen van het eerste seizoen en bleef nadien als uitvoerend producent bij de serie betrokken. House of Cards kreeg in de beginjaren overwegend positieve recensies en leverde hoofdrolspelers Robin Wright en Kevin Spacey in respectievelijk 2014 en 2015 een Golden Globe op. Fincher zelf ontving in 2013 een Emmy Award voor het regisseren van de eerste aflevering. In 2017 kwam Spacey in opspraak vanwege beschuldigingen van seksueel misbruik, waarna de acteur door Netflix ontslagen werd.
In 2017 ontwikkelde Fincher met Mindhunter een tweede serie voor Netflix. De historische misdaadreeks, die eerst jaren ontwikkeld werd in dienst van HBO, werd gebaseerd op de carrière van John E. Douglas, een FBI-agent die een voortrekkersrol speelde in het bestrijden en onderzoeken van seriemoordenaars. Het was na Se7en en Zodiac Finchers derde project waarin seriemoordenaars centraal stonden.
Fincher werkte als uitvoerend producent ook mee aan de digitaal geanimeerde Netflix-anthologieserie Love, Death & Robots (2019).

### Overige projecten
- Rendezvous with Rama: In de vroege jaren 2000 had Fincher plannen om de sciencefictionroman Rendezvous with Rama te verfilmen, met Morgan Freeman als hoofdrolspeler en producent. In 2008 verklaarde de regisseur dat het eerder onwaarschijnlijk was dat het project verfilmd zou worden vanwege problemen met het script.[66]
- Ness: In 2006 werd Fincher benaderd om de graphic novel Torso, over Eliot Ness' onderzoek naar de Cleveland Torso Murderer, te verfilmen. Het project, getiteld Ness, viel uit elkaar na creatieve meningsverschillen met Rob Moore, de marketingverantwoordelijke van Paramount Pictures.[67][68]
- Cleopatra: Fincher werkte een tijdje aan een film over Cleopatra met Angelina Jolie als hoofdrolspeelster. In 2012 verliet hij het project.[69]
- 20,000 Leagues Under the Sea: In 2010 werd bericht dat Fincher, in samenwerking met Disney, de sciencefictionroman Twintigduizend mijlen onder zee van auteur Jules Verne zou verfilmen.[70] Het filmproject, dat op zo'n 200 miljoen dollar begroot werd, sleepte jarenlang aan. In 2013 raakte bekend dat de film er niet zou komen.[71][72]
- Utopia: In 2014 besloot Fincher om drie tv-series (Utopia, Shakedown en Videosyncrazy) te ontwikkelen voor HBO. Utopia zou een Amerikaanse remake worden van de gelijknamige Britse serie uit 2013. In 2015 werd het project om budgettaire redenen stopgezet.[73]
- Shakedown: Shakedown was de titel van een geplande misdaadserie die zich in onderwereld van het Los Angeles van de jaren 1950 afspeelde en gebaseerd was op het leven van privédetective Fred Otash. Fincher werkte voor de serie samen met misdaadauteur James Ellroy, maar het project werd in 2015 om budgettaire redenen stopgezet.[73]
- Videosyncrazy: Videosyncrazy was een komische serie die zich in de jaren 1980 afspeelde en een jongeman volgde die het in Hollywood wilde maken als regisseur van videoclips en films. De reeks was gedeeltelijk gebaseerd op Finchers eigen ervaringen bij Propaganda Films. In 2015 werd het project om budgettaire redenen stopgezet.[73][74]
- Steve Jobs: Fincher werd door Sony Pictures overwogen om de biopic Steve Jobs (2015) te regisseren. De regisseur, die Christian Bale wilde casten als Steve Jobs, raakte echter niet uit de onderhandelingen met de studio.[75]
- World War Z-sequel: In 2017 verklaarde Paramount Pictures dat het aan een sequel van World War Z (2013) werkte, met Brad Pitt als hoofdrolspeler en Fincher als regisseur. De opnames waren gepland voor het najaar van 2018 maar werden uitgesteld zodat Fincher zich op Mindhunter kon concentreren. In 2019 werd het project door Paramount stopgezet.[76][77]

## Stijl en manier van werken
Fincher maakt gebruik van complexe sets en computeranimatie om camerabewegingen uit te tekenen. Daarnaast spendeert hij veel tijd en aandacht aan postproductie (montage, color grading, enz.) en organiseert hij regelmatig reshoots (extra opnames) na het beëindigen van de initiële opnames met de hoofdcast.
Zijn films bevatten vaak opvallende titelsequenties en maken veelvuldig gebruik van visuele effecten. Fincher, die een achtergrond heeft in het ontwikkelen van visuele effecten, gebruikt digitale animatie niet alleen om ruimtes, handelingen of tijdsperiodes in beeld te brengen die anders niet in beeld gebracht zouden kunnen worden, maar evenzeer om alledaagse zaken te creëren die evenzeer met praktische effecten zouden gefilmd kunnen worden. Dit laatste maakt het makkelijker om een scène meermaals op te nemen en bezorgt de regisseur meer controle over de details en informatie die in beeld verschijnen en de continuïteit en visuele uitstraling van de film.
Fincher staat al sinds het begin van zijn filmcarrière bekend als een regisseur die veel takes nodig heeft om een scène in te blikken. Zo is het gebruikelijk dat hij zijn cast een bepaalde scène of handeling tientallen keren laat uitvoeren, soms tot frustratie van de betrokken acteurs. Zijn echtgenote Ceán Chaffin verklaarde in 2013 dat de regisseur voor de film Gone Girl aan een gemiddelde zat van zo'n 50 opnames per scène. Voor de film Mank nam hij een bepaalde scène zo'n 200 keer op. Met een hoog aantal takes probeert Fincher alle details op hun plaats te laten vallen en wil hij zijn acteurs zeer vertrouwd maken met de omstandigheden van de scène.
De regisseur gebruikt meestal een camera op statief, slechts zelden worden scènes met de hand gefilmd. De focus ligt vaak op de acteur die in beeld komt, met de camera die meebeweegt met de handelingen van het personage. De uitstraling van zijn films wordt als kil, steriel en klinisch omschreven. Om die reden, en doordat hij veel takes nodig heeft om een scène op te nemen, wordt hij soms ook vergeleken met filmmaker Stanley Kubrick.

## Filmografie

### Film
- Alien³ (1992)
- Se7en (1995)
- The Game (1997)
- Fight Club (1999)
- Panic Room (2002)
- Zodiac (2007)
- The Curious Case of Benjamin Button (2008)
- The Social Network (2010)
- The Girl with the Dragon Tattoo (2011)
- Gone Girl (2014)
- Mank (2020)
- The Killer (2023)

### Televisie
- House of Cards (2013)
- Mindhunter (2017–2019)

## Prijzen en nominaties
| Film / Videoclip                                   | Categorie                     | Uitslag        |
| Academy Awards                                     | Academy Awards                | Academy Awards |
| -------------------------------------------------- | ----------------------------- | -------------- |
| The Curious Case of Benjamin Button (2008)         | Beste regie                   | Genomineerd    |
| The Social Network (2010)                          | Beste regie                   | Genomineerd    |
| Mank (2020)                                        | Beste regie                   | Genomineerd    |
| BAFTA Awards                                       |                               |                |
| The Curious Case of Benjamin Button (2008)         | Beste regie                   | Genomineerd    |
| The Social Network (2010)                          | Beste regie                   | Gewonnen       |
| Golden Globes                                      |                               |                |
| The Curious Case of Benjamin Button (2008)         | Beste regie                   | Genomineerd    |
| The Social Network (2010)                          | Beste regie                   | Gewonnen       |
| Gone Girl (2014)                                   | Beste regie                   | Genomineerd    |
| Mank (2020)                                        | Beste regie                   | Genomineerd    |
| Emmy Awards                                        |                               |                |
| House of Cards (2013)                              | Beste regie                   | Gewonnen       |
| House of Cards (2013)                              | Beste dramaserie              | Genomineerd    |
| House of Cards (2014)                              | Beste dramaserie              | Genomineerd    |
| House of Cards (2015)                              | Beste dramaserie              | Genomineerd    |
| House of Cards (2016)                              | Beste dramaserie              | Genomineerd    |
| House of Cards (2017)                              | Beste dramaserie              | Genomineerd    |
| Love, Death & Robots (2019)                        | Beste korte animatieprogramma | Gewonnen       |
| MTV Video Music Awards                             |                               |                |
| "Roll with It" (1988) van Steve Winwood            | Beste regie                   | Genomineerd    |
| "Real Love" (1989) van Jody Watley                 | Beste regie                   | Genomineerd    |
| "Express Yourself" (1989) van Madonna              | Beste regie                   | Gewonnen       |
| "The End of the Innocence" (1989) van Don Henley   | Beste regie                   | Genomineerd    |
| "Janie's Got a Gun" (1989) van Aerosmith           | Beste regie                   | Genomineerd    |
| "Vogue" (1990) van Madonna                         | Beste regie                   | Gewonnen       |
| "Freedom! '90" (1990) van George Michael           | Beste regie                   | Genomineerd    |
| "Suit & Tie" (2013) van Justin Timberlake en Jay-Z | Beste regie                   | Gewonnen       |